# Sicral 1B
Sicral 1B è un satellite militare per telecomunicazioni delle forze armate italiane ed è parte del Sistema Italiano per Comunicazioni Riservate ed Allarmi. Affiancava il satellite Sicral 1, in orbita dal 2001 e disattivato nel 2021.
Il satellite è stato costruito da Thales Alenia Space nello stabilimento dell'Aquila e completato prima che la fabbrica fosse danneggiata dal sisma del 6 aprile 2009. È stato lanciato in orbita il 20 aprile 2009 da Sea Launch.